# Maya-Sprachen

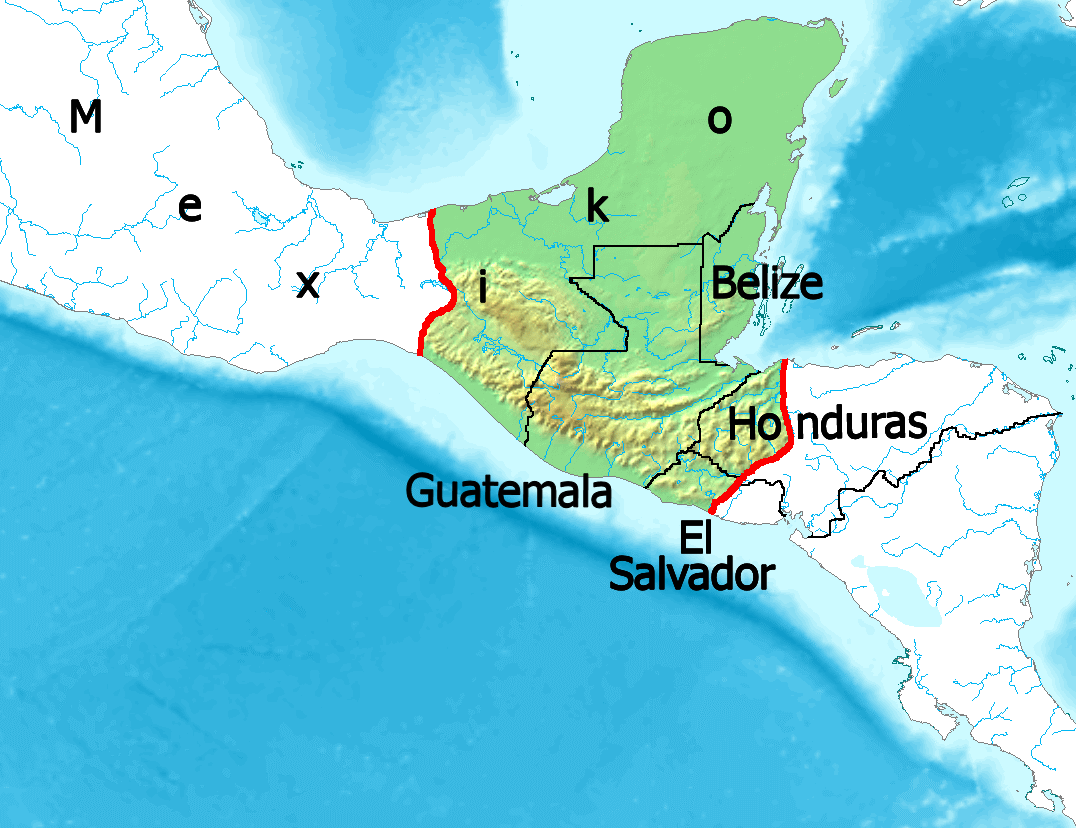
Ehemaliges Siedlungsgebiet der Maya

Die Mayanischen oder Maya-Sprachen bilden eine Sprachfamilie im mesoamerikanischen Kulturraum und werden von den Maya in Mittelamerika gesprochen.
Unterscheiden muss man zwischen der historischen Maya-Sprache, die man zum Beispiel von den Inschriften der Maya-Ruinen kennt (siehe Maya-Schrift), und den heute noch existierenden aktuellen Maya-Sprachen, die von den Nachfahren der ehemaligen Maya-Hochkultur in Guatemala, Südost-Mexiko, Belize und West-Honduras gesprochen werden.

## Ursprung
Die Maya sprechen keine homogene Sprache, sondern verschiedene Maya-Sprachen (zum Beispiel das Mayathan auf der Halbinsel Yucatán oder das Kekchí in Guatemala), die zu einer gemeinsamen Sprachfamilie gehören. Alle diese einzelnen Sprachen lassen sich auf eine Urform der Maya-Sprache zurückführen, das Proto-Maya, das vor etwa 4.000 Jahren die Basis für die spätere Entwicklung der einzelnen Zweige und Untergruppen war. Ähnlich wie zum Beispiel auch bei europäischen Sprachen entwickelten sich auch hier regionale „Maya-Dialekte“, die zwar teilweise einander sehr ähnlich sind, aber in mancher Hinsicht auch wieder sehr unterschiedlich sein können. Sehr lange liegt die Aufspaltung der Sprachfamilie in die zwei Hauptzweige Tiefland-Maya (z. B. Mayathan) und Hochland-Maya (z. B. Quiché, Cakchiquel und Kekchí in Guatemala) zurück. Schon vor der Conquista gab es viele verschiedene Maya-Sprachen, aus denen sich die heutigen Varianten entwickelt haben. Zur Blüte der Maya-Hochkultur wurde eine frühe Form des Chol und des Mayathan gesprochen.

## Sprachbau
Die Maya-Sprachen sind Ergativsprachen und folgen dem Muster Ergativ-Absolutiv, im Gegensatz zu den Akkusativsprachen (wie zum Beispiel dem Deutschen), das dem Muster Nominativ-Akkusativ folgt. Da die Maya-Sprachen keinen morphologischen Kasus am Nomen kennen, muss die Kennzeichnung des jeweiligen Kasus von Subjekt und Objekt zwangsläufig am Verb stattfinden. Um die grammatische Funktion anzuzeigen, werden sowohl Präfixe als auch Suffixe verwendet. In manchen der Maya-Sprachen erfolgt auch (ähnlich wie im Quechua) eine Unterscheidung des Wortes wir, und zwar je nachdem, ob der Angesprochene in der Gruppe enthalten ist oder nicht (z. B. ich+er+sie+du versus ich+er+sie ohne dich).
Genaue örtliche Bezeichnungen müssen z. B. in der Tzeltal-Sprache mit den Richtungsangaben „aufwärts“, „abwärts“ und „quer dazu“ sowie daneben mit einer Vielzahl von beschreibenden Ausdrücken getroffen werden. Wenn man beispielsweise sagen will, dass ein Gegenstand auf einem anderen liegt, muss man sagen: der eine Gegenstand steht im Rücken des anderen. In Kaqchikel muss das Wort „innen“ mit „chi rupam“ (=„Mund-sein-Bauch“) ausgedrückt werden. Oder „ti'na“ heißt in Tzotzil „Tür“ und wird wörtlich mit „Haus-Mund“ ausgedrückt.

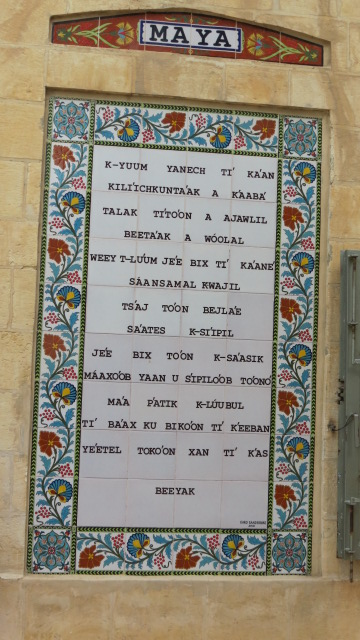
Textbeispiel: Das Vaterunser auf Mayathan in der Paternosterkirche zu Jerusalem

## Phonologie
Grundsätzlich gibt es in den Maya-Sprachen fünf Vokale: a-e-i-o-u. In manchen der Sprachen werden zusätzlich noch die langen Vokale (ähnlich wie aa-ee-ii-oo-uu) dazugezählt. Manche der Maya-Sprachen weisen des Weiteren noch Zisch- und Knacklaute auf. Die Konsonanten sehen wie folgt aus:
|                 | Bilabial | Bilabial | Alveolar     | Alveolar     | Palatal | Palatal  | Velar   | Velar   | Uvular  | Uvular  | Glottal |       |
| --------------- | -------- | -------- | ------------ | ------------ | ------- | -------- | ------- | ------- | ------- | ------- | ------- | ----- |
| normal          | implosiv | normal   | ejektiv      | normal       | ejektiv | normal   | ejektiv | normal  | ejektiv | normal  |         |       |
| Verschlusslaute | p [p]    | b' ['b]  | t [t]        | t' [t']      |         |          | k [k]   | k' [k'] | q [q]   | q' [q'] | ' [ʔ]   |       |
| Affrikaten      |          |          | ts [ʦ]       | ts' [ʦ’]     | ch [ʧ]  | ch' [ʧ’] |         |         |         |         |         |       |
| Frikative       |          |          | s [s]        | s [s]        | x [ʃ]   | x [ʃ]    | j [x]   | j [x]   |         |         | h [h]   | h [h] |
| Nasale          | m [m]    | m [m]    | n [n]        | n [n]        |         |          | nh [ŋ]  | nh [ŋ]  |         |         |         |       |
| Liquida         |          |          | l [l]/ r [r] | l [l]/ r [r] |         |          |         |         |         |         |         |       |
| Halbvokal       |          |          |              |              | y [j]   | y [j]    | w [w]   | w [w]   |         |         |         |       |

Der uvulare Plosiv [q] bzw. [q'] ist in den Maya-Sprachen von Yucatán und Chiapas (z. B. Mayathan und Chol) zu einem velaren [k] bzw. [k'] geworden, während er in den Hochland-Maya-Sprachen wie z. B. Quiché, Cakchiquel und Kekchí erhalten ist. Im Mayathan ist er mit [k] bzw. [k'] zusammengefallen, während im Chol ursprüngliches [k] zu [ʧ] („ch“) verschoben ist.

## Klassifizierung der aktuellen Maya-Sprachen

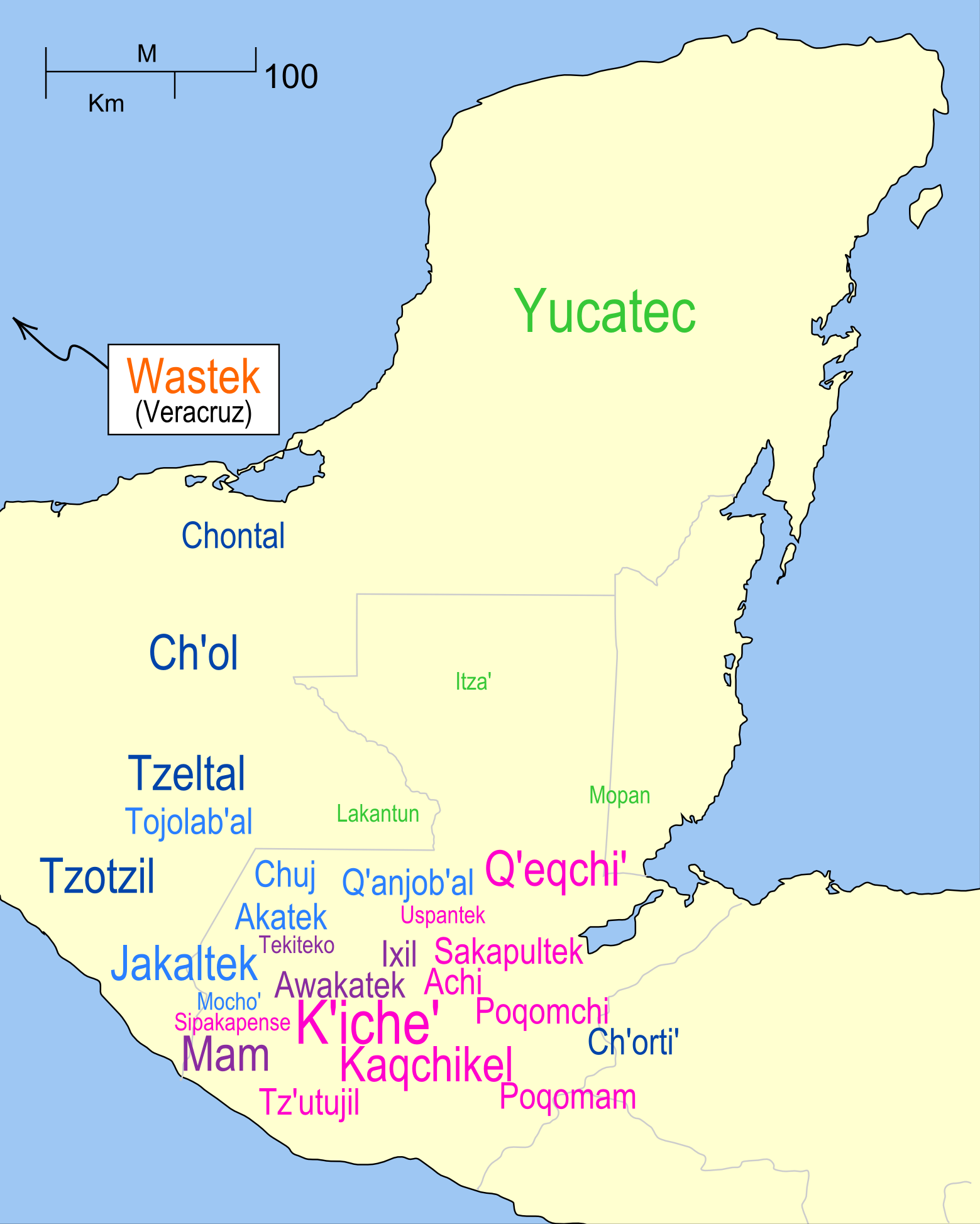
Heutige Maya-Sprachen. Kleine Namen stehen für <10.000 Sprecher, mittelgroße Namen für <100.000 Sprecher, große Namen für <500.000 Sprecher. Noch größer: Yukatek (etwa 900.000 Sprecher), K’iche’ (etwa 2.000.000 Sprecher). Die Farben zeigen die Sprachengruppen.

Die Einteilung der heute noch gesprochenen einzelnen Maya-Sprachen in bestimmte Sprachgruppen und Sprachfamilien erfolgt in der Literatur nicht einheitlich und wird von verschiedenen Sprachwissenschaftlern unterschiedlich getroffen.

### Klassifizierung nach Terrence Kaufman und Lyle Campbell
Terrence Kaufman und Lyle Campbell unterteilen die Maya-Sprachen in fünf Hauptgruppen:
Cholan-Tzeltalan
Cholan
Chol-Chontal
Chol (Ch’ol, Lak t’an): etwa 190.000 Sprecher (2000) in Chiapas (Mexiko)
Chontal (Yokot t’an): etwa 44.000 Sprecher (2000) in Tabasco (Mexiko)
Chortí (Ch’orti’): etwa 52.000 Sprecher (1995) im südlichen Tiefland von Guatemala (um Copán).
Tzeltalan
Tzeltal (Bats’il K’op, Ethnonym Winik atel): etwa 336.000 Sprecher (2000) in Chiapas (Mexiko)
Tzotzil (Batsil k’op): etwa 356.000 Sprecher (2000) in Chiapas (Mexiko)
Huastecan (Téenek)
Huastekisch: etwa 173.000 Sprecher (2000) in Veracruz und San Luis Potosí (Mexiko)
Kanjobalan-Chujean:
Chujean
Chuj: etwa 41.000 Sprecher in Huehuetenango (Guatemala), etwa 2.000 (2000) in Chiapas (Mexiko)
Tojolabal (Tojolwinik otik): etwa 45.000 Sprecher (2000) in Chiapas (Mexiko)
Kanjobalan (Kanjobal-Jacaltec)
Kanjobal (Q’anjob’al): etwa 100.000 Sprecher in Huehuetenango (Guatemala)
Jacalteco (Popti', Abxubal): etwa 40.000 Sprecher um Jacaltenango (Guatemala), 584 (2000) in Chiapas (Mexiko)
Acateco: etwa 48.000 Sprecher (1998) um San Miguel Acatán (Guatemala), etwa 10.000 in Chiapas (Mexiko)
Mocho: 168 Sprecher (1990) in Chiapas (Mexiko)
Quichean-Mamean
Ixil-Mamean
Ixilan
Aguacateco (Awakateko): etwa 18.000 Sprecher (1998) in West-Huehuetenango (Guatemala)
Ixil (Chajul, Cotzal, Nebaj): etwa 71.000 Sprecher (1995) in Guatemala
Mamean (Mam, Tacaneco, Tectiteco): um Huehuetenango (Guatemala)
Mam: etwa 520.000 Sprecher in Huehuetenango (Guatemala), etwa 8.700 (Qyool, 2000) in Chiapas (Mexiko)
Tacaneco: etwa 20.000 Sprecher um Tacaná in San Marcos (Guatemala), etwa 1.200 (?) in Ost-Chiapas (Mexiko)
Tectiteco: etwa 1.200 Sprecher um Tectitán (Guatemala), etwa 1.000 (?) in Ost-Chiapas (Mexiko)
Greater Quichean
Kekchí (Q’eqchi’): etwa 363.000 Sprecher (1995) von Alta Verapaz bis Lago Izabal (Guatemala), auch Belize und El Salvador.
Pocom
Pocomam (Poqomam): etwa 31.000 Sprecher (1995) um Guatemala-Stadt und Jalapa (Guatemala)
Pocomchí (Poqomchi’): etwa 70.000 Sprecher (1995) um Guatemala-Stadt und Jalapa (Guatemala)
Quichean
Cakchiquel (Kaqchikel): etwa 480.000 Sprecher (1995) am Lago de Atitlán und in Sololá (Guatemala).
Quiché-Achí
Achí (Achi'): etwa 58.000 Sprecher (1995) in Baja Verapaz (Guatemala)
Quiché (K’iche’): etwa 925.000 Sprecher (1995) in Guatemala
Tzutuhil (Tz’utujil): etwa 80.000 Sprecher (1995) um Santiago Atitlán (Guatemala)
Sacapulteco: etwa 37.000 Sprecher in El Quiché (Guatemala)
Sipacapeno: etwa 6.000 Sprecher in San Marcos (Guatemala)
Uspanteco: etwa 3.000 Sprecher in El Quiché (Guatemala)
Yucatecan
Mopan-Itzá
Mopan: etwa 8.000 Sprecher in Belize und 2.600 in Süd-Petén
Itzá: 123 Sprecher (2001) am Petén-See
Yucatec-Lakandon
Mayathan oder Yukatekisches Maya (Maaya t’aan): etwa 893.000 Sprecher (2000) in Yucatán, Campeche und Quintana Roo (Mexiko)
Lakandonisch (Hach t’an): 731 Sprecher (2000) im östlichen Urwald von Chiapas (Mexiko)

### Klassifizierung nach SIL International
Die untenstehende Liste ist an die Klassifizierung von SIL International angelehnt und folgt deren Spracheneinteilung. SIL International zählt bei der Einteilung – wie bei anderen Sprachfamilien auch – selbst nahe verwandte Maya-Varianten als eigene Sprachen und kommt deshalb zur größten Anzahl an Einzelsprachen.
Insgesamt gibt es in der SIL-Klassifizierung 69 Maya-Sprachen, die den unterschiedlichen Sprachgruppen zugeordnet werden können. Die Anzahl der Sprecher bezieht sich auf Erhebungen, die zum Großteil aus den letzten 15 Jahren stammen, und können daher nur als Näherungswerte angesehen werden. Bei der Benennung der Einzelsprachen wurde meist eine geographische Klassifizierung getroffen, weshalb viele Sprachen nach den Orten, Regionen oder auch Himmelsrichtungen, in denen sie vorkommen, benannt wurden. Die angeführten Codes sind die offiziellen SIL-Codes der jeweiligen Sprachen.
| Familie | Sprachgruppe                  | Untergruppen     | Untergruppen      | Untergruppen      | Sprache                          | Code | Sprecher                                                   |
| ------- | ----------------------------- | ---------------- | ----------------- | ----------------- | -------------------------------- | ---- | ---------------------------------------------------------- |
| Maya    | Chol Tzeltal                  | Chol             | Chol Chont        | Chol Chont        | Chont, Tabasco                   | chf  | 55.000 in Mexiko                                           |
| Maya    | Chol Tzeltal                  | Chol             | Chol Chont        | Chol Chont        | Chol, Tila                       | cti  | 44.000 in Mexiko                                           |
| Maya    | Chol Tzeltal                  | Chol             | Chol Chont        | Chol Chont        | Chol, Tumbalá                    | ctu  | 90.000 in Mexiko                                           |
| Maya    | Chol Tzeltal                  | Chol             | Chorti            | Chorti            | Ch’orti’                         | caa  | 30.000 in Guatemala                                        |
| Maya    | Chol Tzeltal                  | Tzeltal          | Tzeltal           | Tzeltal           | Tzeltal, Bachajón                | tzb  | 100.000 in Mexiko                                          |
| Maya    | Chol Tzeltal                  | Tzeltal          | Tzeltal           | Tzeltal           | Tzotzil, Chamula                 | tzc  | 130.000 in Mexiko                                          |
| Maya    | Chol Tzeltal                  | Tzeltal          | Tzeltal           | Tzeltal           | Tzotzil, Chenalhó                | tze  | 35.000 in Mexiko                                           |
| Maya    | Chol Tzeltal                  | Tzeltal          | Tzeltal           | Tzeltal           | Tzeltal, Oxchuc                  | tzh  | 90.000 in Mexiko                                           |
| Maya    | Chol Tzeltal                  | Tzeltal          | Tzeltal           | Tzeltal           | Tzotzil, Venustiano Carranza     | tzo  | 4.000 in Mexiko                                            |
| Maya    | Chol Tzeltal                  | Tzeltal          | Tzeltal           | Tzeltal           | Tzotzil, San Andrés Larrainzar   | tzs  | 50.000 in Mexiko                                           |
| Maya    | Chol Tzeltal                  | Tzeltal          | Tzeltal           | Tzeltal           | Tzotzil, Huixtán                 | tzu  | 20.000 in Mexiko                                           |
| Maya    | Chol Tzeltal                  | Tzeltal          | Tzeltal           | Tzeltal           | Tzotzil, Zinacantán              | tzz  | 25.000 in Mexiko                                           |
| Maya    | Huastec                       | Huastec          | Huastec           | Huastec           | Chicomuceltec                    | cob  | 1.500 in Mexiko                                            |
| Maya    | Huastec                       | Huastec          | Huastec           | Huastec           | Huastec, Südost                  | hsf  | 1.700 in Mexiko                                            |
| Maya    | Huastec                       | Huastec          | Huastec           | Huastec           | Huastec, Veracruz                | hus  | 50.000 in Mexiko                                           |
| Maya    | Huastec                       | Huastec          | Huastec           | Huastec           | Huastec, San Luís Potosí         | hva  | 70.000 in Mexiko                                           |
| Maya    | Kanjobal Chuj                 | Chuj             | Chuj              | Chuj              | Chuj, San Sebastián Coatán       | cac  | 19.000 in Guatemala                                        |
| Maya    | Kanjobal Chuj                 | Chuj             | Chuj              | Chuj              | Chuj, Ixtatán                    | cnm  | 22.000 in Guatemala 9.500 in Mexiko                        |
| Maya    | Kanjobal Chuj                 | Chuj             | Chuj              | Chuj              | Tojolab                          | toj  | 36.000 in Mexiko                                           |
| Maya    | Kanjobal Chuj                 | Kanjobal         | Kanjobal Jacaltec | Kanjobal Jacaltec | Jakalteco, Ost                   | jac  | 11.000 in Guatemala                                        |
| Maya    | Kanjobal Chuj                 | Kanjobal         | Kanjobal Jacaltec | Kanjobal Jacaltec | Jakalteco, West                  | jai  | 78.000 in Guatemala 10.000 in Mexiko                       |
| Maya    | Kanjobal Chuj                 | Kanjobal         | Kanjobal Jacaltec | Kanjobal Jacaltec | Q’anjob, Ost                     | kjb  | 78.000 in Guatemala                                        |
| Maya    | Kanjobal Chuj                 | Kanjobal         | Kanjobal Jacaltec | Kanjobal Jacaltec | Akateco                          | knj  | 49.000 in Guatemala 10.000 in Mexiko                       |
| Maya    | Kanjobal Chuj                 | Kanjobal         | Mocho             | Mocho             | Mocho                            | mhc  | 170 in Mexiko                                              |
| Maya    | Quiche-Mam                    | Groß-Mam         | Ixil              | Ixil              | Awakateco                        | agu  | 18.000 in Guatemala                                        |
| Maya    | Quiche-Mam                    | Groß-Mam         | Ixil              | Ixil              | Ixil, Nebaj                      | ixi  | 35.000 in Guatemala                                        |
| Maya    | Quiche-Mam                    | Groß-Mam         | Ixil              | Ixil              | Ixil, Chajul                     | ixj  | 18.000 in Guatemala                                        |
| Maya    | Quiche-Mam                    | Groß-Mam         | Ixil              | Ixil              | Ixil, San Juan Cotzal            | ixl  | 16.000 in Guatemala                                        |
| Maya    | Quiche-Mam                    | Groß-Mam         | Mam               | Mam               | Mam, Nord                        | mam  | 200.000 in Guatemala 1.000 in Mexiko                       |
| Maya    | Quiche-Mam                    | Groß-Mam         | Mam               | Mam               | Mam, Süd                         | mms  | 125.000 in Guatemala                                       |
| Maya    | Quiche-Mam                    | Groß-Mam         | Mam               | Mam               | Mam, Tajumulco                   | mpf  | 35.000 in Guatemala                                        |
| Maya    | Quiche-Mam                    | Groß-Mam         | Mam               | Mam               | Tacanec                          | mtz  | 20.000 in Guatemala 1.200 in Mexiko                        |
| Maya    | Quiche-Mam                    | Groß-Mam         | Mam               | Mam               | Mam, Zentral                     | mvc  | 100.000 in Guatemala                                       |
| Maya    | Quiche-Mam                    | Groß-Mam         | Mam               | Mam               | Mam, Todos Santos Cuchumatán     | mvj  | 50.000 in Guatemala 10.000 in Mexiko                       |
| Maya    | Quiche-Mam                    | Groß-Mam         | Mam               | Mam               | Tektiteko                        | ttc  | 1.300 in Guatemala 1.000 in Mexiko                         |
| Maya    | Quiche-Mam                    | Groß-Quiche      | Kekchí            | Kekchí            | Q’eqchi’                         | kek  | 400.000 in Guatemala 12.000 in El Salvador 9.000 in Belize |
| Maya    | Quiche-Mam                    | Groß-Quiche      | Pocom             | Pocom             | Poqomam, Ost                     | poa  | 12.500 in Guatemala                                        |
| Maya    | Quiche-Mam                    | Groß-Quiche      | Pocom             | Pocom             | Poqomchi’, West                  | pob  | 50.000 in Guatemala                                        |
| Maya    | Quiche-Mam                    | Groß-Quiche      | Pocom             | Pocom             | Poqomam, Zentral                 | poc  | 8.600 in Guatemala                                         |
| Maya    | Quiche-Mam                    | Groß-Quiche      | Pocom             | Pocom             | Poqomchi’, Ost                   | poh  | 42.000 in Guatemala                                        |
| Maya    | Quiche-Mam                    | Groß-Quiche      | Pocom             | Pocom             | Poqomam, Süd                     | pou  | 28.000 in Guatemala                                        |
| Maya    | Quiche-Mam                    | Groß-Quiche      | Quiché            | Kakchiquel        | Kaqchikel, Akatenango Südwest    | ckk  | 500 in Guatemala                                           |
| Maya    | Quiche-Mam                    | Groß-Quiche      | Quiché            | Kakchiquel        | Kaqchikel, Zentral               | cak  | 132.000 in Guatemala                                       |
| Maya    | Quiche-Mam                    | Groß-Quiche      | Quiché            | Kakchiquel        | Kaqchikel, Ost                   | cke  | 100.000 in Guatemala                                       |
| Maya    | Quiche-Mam                    | Groß-Quiche      | Quiché            | Kakchiquel        | Kaqchikel, Nord                  | ckc  | 24.000 in Guatemala                                        |
| Maya    | Quiche-Mam                    | Groß-Quiche      | Quiché            | Kakchiquel        | Kaqchikel, Santa María de Jesús  | cki  | 18.000 in Guatemala                                        |
| Maya    | Quiche-Mam                    | Groß-Quiche      | Quiché            | Kakchiquel        | Kaqchikel, Santo Domingo Xenacoj | ckj  | 5.000 in Guatemala                                         |
| Maya    | Quiche-Mam                    | Groß-Quiche      | Quiché            | Kakchiquel        | Kaqchikel, Südzentral            | ckd  | 43.000 in Guatemala                                        |
| Maya    | Quiche-Mam                    | Groß-Quiche      | Quiché            | Kakchiquel        | Kaqchikel, Süd                   | ckf  | 43.000 in Guatemala                                        |
| Maya    | Quiche-Mam                    | Groß-Quiche      | Quiché            | Kakchiquel        | Kaqchikel, West                  | ckw  | 77.000 in Guatemala                                        |
| Maya    | Quiche-Mam                    | Groß-Quiche      | Quiché            | Kakchiquel        | Kaqchikel, Yepocapa Südwest      | cbm  | 8.000 in Guatemala                                         |
| Maya    | Quiche-Mam                    | Groß-Quiche      | Quiché            | Quiche-Achi       | Achi’, Cubulco                   | acc  | 48.000 in Guatemala                                        |
| Maya    | Quiche-Mam                    | Groß-Quiche      | Quiché            | Quiche-Achi       | Achi’, Rabinal                   | acr  | 37.000 in Guatemala                                        |
| Maya    | Quiche-Mam                    | Groß-Quiche      | Quiché            | Quiche-Achi       | K’iche, Zentral                  | quc  | 1,9 Mio. in Guatemala                                      |
| Maya    | Quiche-Mam                    | Groß-Quiche      | Quiché            | Quiche-Achi       | K’iche, Cune'n                   | cun  | 9.000 in Guatemala                                         |
| Maya    | Quiche-Mam                    | Groß-Quiche      | Quiché            | Quiche-Achi       | K’iche, Ost                      | quu  | 100.000 in Guatemala                                       |
| Maya    | Quiche-Mam                    | Groß-Quiche      | Quiché            | Quiche-Achi       | K’iche, Joyabaj                  | quj  | 54.000 in Guatemala                                        |
| Maya    | Quiche-Mam                    | Groß-Quiche      | Quiché            | Quiche-Achi       | K’iche, San Andre’s              | qxi  | 20.000 in Guatemala                                        |
| Maya    | Quiche-Mam                    | Groß-Quiche      | Quiché            | Quiche-Achi       | K’iche, Westzentral              | qut  | 250.000 in Guatemala                                       |
| Maya    | Quiche-Mam                    | Groß-Quiche      | Quiché            | Tzutujil          | Tzutujil, Ost                    | tzj  | 50.000 in Guatemala                                        |
| Maya    | Quiche-Mam                    | Groß-Quiche      | Quiché            | Tzutujil          | Tzutujil, West                   | tzt  | 34.000 in Guatemala                                        |
| Maya    | Quiche-Mam                    | Groß-Quiche      | Sacapulteco       | Sacapulteco       | Sacapulteco                      | quv  | 37.000 in Guatemala                                        |
| Maya    | Quiche-Mam                    | Groß-Quiche      | Sipacapeno        | Sipacapeno        | Sipacapense                      | qum  | 8.000 in Guatemala                                         |
| Maya    | Quiche-Mam                    | Groß-Quiche      | Uspantec          | Uspantec          | Uspanteco                        | usp  | 3.000 in Guatemala                                         |
| Maya    | Mayathan (Yukatekisches Maya) | Mopan-Itza       | Mopan-Itza        | Mopan-Itza        | Itza                             | itz  | † (in Guatemala)                                           |
| Maya    | Mayathan (Yukatekisches Maya) | Mopan-Itza       | Mopan-Itza        | Mopan-Itza        | Mopan-Maya                       | mop  | 8.000 in Belize 2.600 in Guatemala                         |
| Maya    | Mayathan (Yukatekisches Maya) | Yucatec Lacandon | Yucatec Lacandon  | Yucatec Lacandon  | Lacandon                         |      | 1.000 in Mexiko                                            |
| Maya    | Mayathan (Yukatekisches Maya) | Yucatec Lacandon | Yucatec Lacandon  | Yucatec Lacandon  | Yucatan Maya                     | yua  | 700.000 in Mexiko 5.000 in Belize                          |
| Maya    | Mayathan (Yukatekisches Maya) | Yucatec Lacandon | Yucatec Lacandon  | Yucatec Lacandon  | Chan Santa Cruz Maya             | yus  | 40.000 in Mexiko                                           |

## In Mexiko und Guatemala anerkannte Maya-Sprachen
Die „Nationale Kommission für die Entwicklung der indigenen Völker“ Mexikos (CDI) zählt im Jahre 2000 unter den 62 als „Nationalsprachen“ anerkannten indigenen Sprachen Mexikos folgende 17 Maya-Sprachen auf: Maya von Yucatán (Maaya t’aan) mit 892.723 Sprechern, Tzotzil (Batsil k’op) mit 356.349 Sprechern, Tzeltal (Bats’i K’op) mit 336.448 Sprechern, Chol (Lak t’an) mit 189.599 Sprechern, Huastekisch (Téenek) mit 173.233 Sprechern, Tojolabal (Tojolab’al, Tojolwinik otik) mit 44.531 Sprechern, Chontal von Tabasco (Yokot t’an) mit 43.850 Sprechern, Kanjobal (Q’anjob’al) mit 10.833 Sprechern, Mam (Qyool) mit 8.739 Sprechern, Chuj mit 2.143 Sprechern, Kekchí (Q’eqchi’) mit 835 Sprechern, Lakandonisch (Hach t’an) mit 731 Sprechern, Jakaltekisch (Abxubal) mit 584 Sprechern, Quiché (K’iche’) mit 286 Sprechern, Cakchiquel (Kaqchikel) mit 230 Sprechern, Ixil mit 108 Sprechern und Aguacateco (Awakatek) mit 27 Sprechern. Die 6 Maya-Sprachen Kanjobal, Mam, Kekchí, Quiché, Cakchiquel und Aguacateco werden von Immigranten aus Guatemala gesprochen; gleichwohl sind sie in Mexiko als indigene Sprachen anerkannt. Die übrigen 11 Maya-Sprachen werden traditionell im heutigen Mexiko gesprochen, von diesen das Jakaltekische auch in Guatemala.
In Guatemala werden nach der Volkszählung von 2002 neben der Xinca-Sprache und der Garífuna-Sprache 21 Maya-Sprachen offiziell aufgezählt: Acateco mit 35.763 Sprechern, Achí mit 82.640 Sprechern, Aguacateco (Awakateko) mit 9.613 Sprechern, Cakchiquel (Kaqchikel) mit 444.954 Sprechern, Chortí mit 11.734 Sprechern, Chuj mit 59.048 Sprechern, Itzá mit 1.094 Sprechern, Ixil mit 83.574 Sprechern, Jacalteco mit 34.038 Sprechern, Kanjobal (Q’anjob’al) mit 139.830 Sprechern, Kekchí (Q’eqchi’) mit 716.101 Sprechern, Mam (Qyool) mit 477.717 Sprechern, Mopan mit 2.455 Sprechern, Pocomam (Poqomam) mit 11.273 Sprechern, Pocomchí (Poqomchi’) mit 92.941 Sprechern, Quiché (K’iche’) mit 890.596 Sprechern, Sacapulteco mit 6.973 Sprechern, Sipacapense mit 5.687 Sprechern, Tacaneco mit ca. 20.000 Sprechern, Tectiteco mit 1.144 Sprechern, Tzutuhil (Tz’utujil) mit 63.237 Sprechern und Uspanteco mit 3.971 Sprechern.
Zum Verständnis der Eigenbezeichnungen sei angemerkt, dass der Name t’an (im Mayathan t’aan) „Sprache“ bedeutet. Während Maaya t’aan „Maya-Sprache“ bedeutet, heißt Hach t’an „Wahre Sprache“ und Winik t’an „Sprache der Menschen“.